# Bae (canción de Marcus & Martinus)
«Bae» (acrónimo de "Before Anyone Else) —en español: «Antes Que Nadie»— es una canción del dúo noruego ￼Marcus & Martinus. Fue lanzada el 4 de noviembre de 2016, a través de Sony Music Entertainment Norway￼￼, y el 4 de marzo de 2017 como el octavo sencillo de su tercer álbum de estudio Together (2016). La canción no entró en el Swedish Singles Chart, pero alcanzó el número 1 en el Sweden Heatseeker Songs.  La canción fue escrita por Magnus Bertelsen, Jesper Borgen, Oda Evjen Gjøvåg, Marcus Ulstad Nilsen y Tommy La Verdi.

## Video musical
Un video para acompañar el lanzamiento de "Bae" fue lanzado por primera vez en YouTube el 4 de diciembre de 2016 con una duración total de tres minutos y seis segundos.

## Lista de canciones
| N.º | Título | Duración |  |
| 1.  | «Bae»  | 3:04     |  |

- Bae (Remixes)

| N.º | Título                   | Duración |  |
| 1.  | «Bae» (Vigiland Remix)   | 2:26     |  |
| 2.  | «Bae» (Dandy Lion Remix) | 2:56     |  |
| 3.  | «Bae» (KVR Remix)        | 3:17     |  |

## Posicionamiento
| Lista (2017)                                       | Mejor posición |
| -------------------------------------------------- | -------------- |
| Suecia Sweden Heatseeker Songs (Sverigetopplistan) | 1              |

## Historial de Lanzamientos
| País    | Fecha              | Formato          | Discográfica                    |
| ------- | ------------------ | ---------------- | ------------------------------- |
| Noruega | 4 de marzo de 2017 | Descarga digital | Sony Music Entertainment Norway |